# Marry the Night
„Marry the Night” este un cântec al interpretei și textierei americane Lady Gaga, lansat ca al cincilea și ultimul disc single extras de pe cel de-al doilea ei album de studio, Born This Way (2011). Piesa compusă și produsă de Gaga și Fernando Garibay a fost înregistrată în timp ce solista călătorea în turneul The Monster Ball Tour alături de Garibay. Dezvăluit în luna februarie a anului 2011, cântecul a fost inspirat de energia unei piese anterioare, „Dance in the Dark”, și iubirea solistei pentru orașul ei natal, New York City. Melodia a fost lansată pe Farmville cu șase zile înaintea lansării albumului Born This Way pentru a promova materialul discografic.
„Marry the Night” este un cântec dance-pop și synthpop cu influențe electro rock și house. Piesa conține sunetele unor clopote bisericești, o orgă electronică, beat-uri techno și un breakdown cu influențe funk rock. Versurile melodiei aduc un omagiu către iubirea cântăreței pentru viața de noapte, petreceri, și pentru orașul ei natal. „Marry the Night” a obținut recenzii pozitive din partea criticilor, aceștia lăudând natura dance euforică a piesei. Criticii au mai observat, de asemenea, influențe ale producătorului italian de muzică disco Giorgio Moroder și ale cântărețului de muzică rock Bruce Springsteen în melodie. În urma lansării albumului Born This Way, „Marry the Night” a ocupat un loc în clasamentele câtorva țări datorită vânzărilor digitale. 
Videoclipul single-ului a fost filmat în New York City sub regia lui Gaga. Acesta prezintă povestea momentului în care cântăreața a semnat un contract cu Interscope Records după ce a fost abandonată de cealaltă companie de înregistrări, Def Jam Recordings, cu scene într-o clinică, un studio de dans, propriul apartament din New York, și pe un acoperișul unei mașini, într-o parcare. Gaga a purtat costume sportive realizate de Calvin Klein Collection, Yves Saint Laurent și Stéphane Rolland. Criticii de specialitate au oferit recenzii pozitive videoclipului, considerându-l creativ și pretențios, lăudând totodată tema sa narativă. Gaga a interpretat piesa la Formula 1 în India, la premiile MTV Europe Music Awards, X Factor, și cu alte ocazii. Cântăreața a înregistrat o versiune acustică pentru emisiunea specială de Ziua Recunoștinței, A Very Gaga Thanksgiving.

## Informații generale
„Imaginează-ți-l pe Bruce Springsteen dacă ar fi avut un copil cu Whitney Houston — asta este”, a spus ea. „Și așa a și fost! În sfârșit! După tot acel concubinaj groaznic de lung și plictisitor, Fernando și cu mine în sfârșit l-am conceput”.
„Marry the Night” a fost compus și de Lady Gaga și Fernando Garibay în timp ce aceștia călătoreau în turneul The Monster Ball Tour. Cântecul a fost prima dată menționat ca fiind parte din lista pieselor pentru albumul Born This Way la emisiunea radio a lui Ryan Seacrest, solista descriindu-l ca fiind una dintre melodiile ei preferate de pe album. Gaga și Garibay au lucrat anterior la cântecul „Dance in the Dark” (2009) de pe materialul discografic precedent al artistei, The Fame Monster. Înainte de a începe să lucreze la „Marry the Night”, Gaga a ascultat „Dance in the Dark” și s-a decis că vrea să depășească energia cântecului, cu o nouă colaborare împreună cu Garibay. „Îmi amintesc că eram în culise și auzeam începutul piesei de deschidere, «Dance in the Dark», și voiam să întrec acest sentiment. Mi-am dorit să întrec acel moment în care spectacolul începe. Așa sunt eu”.
Dorindu-și să aibă un nou stil muzical, Gaga a spus că nu își dorește ca fanilor să le placă piesa. Solista și-a dorit să compună o melodie care putea defini stadiul în care se afla și viața ei. În timpul unui interviu pentru revista NME, artista a explicat faptul că inspirația principală din spatele cântecului a fost Whitney Houston, adăugând că: „Piesa este despre mine, întorcându-mă în New York. Am scris despre curajul pe care l-am avut ca să spun «Urăsc Hollywood, vreau doar să locuiesc în Brooklyn și să fac muzică»”.
Atunci când artista cânta în turneul The Monster Ball Tour, Garibay a început să lucreze la linia melodică a piesei. După ce spectacolul s-a încheiat, Gaga s-a întors și l-a întrebat pe producător despre cântec. Garibay a explicat că a realizat un tip diferit de muzică, redându-i cântăreței un fragment ce conține clopote bisericești. După audiție, Gaga a dezvăluit faptul că a izbucnit în lacrimi datorită intensității muzicii, începând a compune „Marry the Night” mai apoi. Piesa a fost înregistrată în studioul autocarului, însă mixarea a fost realizată mai târziu la The Mix Room în Burbank, California, de către Dave Russell și asistentul lui, Paul Pavao. Gaga a descris melodia ca fiind „o masivă înregistrare disco”, înregistrată imediat după ce a finalizat versurile. Potrivit lui Garibay, solista a meditat pentru câteva minute, apoi l-a rugat să îi ofere un microfon pentru înregistrare. Întregul proces a avut loc în mai puțin de o oră.

## Structura muzicală și versurile
„Marry the Night” este un cântec dance-pop și synthpop cu influențe electro rock și house. Piesa începe cu sunetele unor clopote bisericești electronice, iar Gaga cântă cu o voce blândă „I'm gonna marry the night/I won't give up on my life/I'm a warrior queen/Live passionately tonight” (ro.: „Mă voi mărita cu noaptea/Nu voi renunța la viața mea/Sunt o regină războinică/Trăind cu pasiune această seară”). Ulterior, instrumentalul se schimbă cu unul dance, acompaniat de beat-uri techno, bătăi din palme și muzică funk, trecând mai apoi la refrenul în care solista rostește versul „Ma-ma-ma-marry/Ma-ma-ma-marry/Ma-ma-ma-marry the night”. Versul a fost comparat de Tim Jonze de la ziarul The Guardian cu melodia Eurodance a cântărețului Dr Alban, „It's My Life”, în timp ce Nicola James de la MTV a comparat refrenul cu single-ul din 1999 a lui Jennifer Lopez, „Waiting for Tonight”. Într-o recenzie apărută înainte de lansarea albumului, Peter Robinson de la revista NME a spus că Gaga canalizează „euforia pop a lui Whitney Houston” în piesă.
Refrenul este urmat de un breakdown cu influențe funk-rock în care solista cântă: „Nothing's too cool/To take me from you/New York is not just a tan that you'll never lose” (ro.: „Nimic nu-i prea tare/Să mă ia de lângă tine/New York-ul nu-i doar un bronz pe care nu-l vei pierde niciodată”). Conform unei partituri publicate pe Musicnotes de Sony/ATV Music Publishing, „Marry the Night” are un tempo lent de 64 de bătăi pe minut la început, urmat apoi de un beat pop de 132 de bătăi pe minut. Este compus în tonalitatea La minor, iar vocea lui Gaga variază de la nota Sol3 la Mi5. Piesa urmărește o progresie simplă de acorduri de La minor–Re minor/La–Fa/La–Sol. Clopotele bisericești au fost menite să facă diferența între fanii cântăreței și membrii unei religii sau unui cult. Versurile melodiei vorbesc despre a te distra și a crea dezastre în timpul nopții, servind, de asemenea, drept un omagiu pentru scena muzicală din centrul New York-ului. Evan Sawdey de la PopMatters a descris versurile ca fiind „un strigăt de «s-o facem lată în seara asta»”.

## Lansare
S-a stabilit inițial ca „Marry the Night” să fie primul disc single extras de pe albumul Born This Way. Cu toate acestea, lansarea a fost anulată în favoarea piesei cu același nume. „Marry the Night” ar fi trebuit să fie cel de-al treilea single, însă lansarea a fost anulată din nou, de data aceasta în favoarea melodiei „The Edge of Glory”. Gaga a dezvăluit pentru prima oară cântecul în programul special Monster Ball de pe canalul HBO, difuzat la 7 mai 2011. În culise, artista cântă a cappella: „I'm gonna marry the night/ I won't give up on my life/ I'm a warrior queen/ Live passionately tonight”. În timpul aparițiilor promoționale pentru Born This Way, Gaga a lansat „Marry the Night” pe jocul online Farmville la 17 mai 2011. Cântecul a fost lansat pe Gagaville, o subdiviziune a jocului Farmville pe care artista a creat-o cu ajutorul companiei Zynga. Cu patru luni înainte de lansarea lui Born This Way, „Marry the Night” a fost confirmat însăși de solistă ca fiind al cincilea single de pe album. În luna septembrie a anului 2011, Interscope Records, casa de discuri a cântăreței, a declarat faptul că „Marry the Night” va fi cu siguranță al cincilea single pe plan internațional, însă reprezentații erau nehotărâți cu privire la ce melodie îi va lua locul în Statele Unite. „Marry the Night” a fost trimis în mod oficial la stațiile radio din Australia la 17 octombrie 2011. Gaga a confirmat faptul că lansarea din Regatul Unit va avea loc la 21 noiembrie 2011, alături de o serie de versiuni remix. Cu toate acestea, data lansării a fost amânată până pe 11 decembrie 2011. În final, compania de înregistrări a solistei a decis să lanseze „Marry the Night” și în Statele Unite, single-ul fiind trimis către posturile de radio la 15 noiembrie 2011.
La 17 octombrie 2011, Gaga a dezvăluit coperta oficială a single-ului prin TwitPic, citând totodată versurile intermediare: „New York Is Not Just A Tan That You'll Never Lose”. Fotografia o prezintă pe cântăreață stând deasupra unei mașini plouate, în timp ce alte vehicule ard în fundal. Artista poartă o perete de cizme înalte, o bluză sculptată, și o pereche de pantaloni scurți. Aceasta își flutură în același timp părul blond. Contessa Gayles de la AOL a descris fotografia ca fiind „o misterioasă reptilă de noapte”.

## Receptare

### Critică

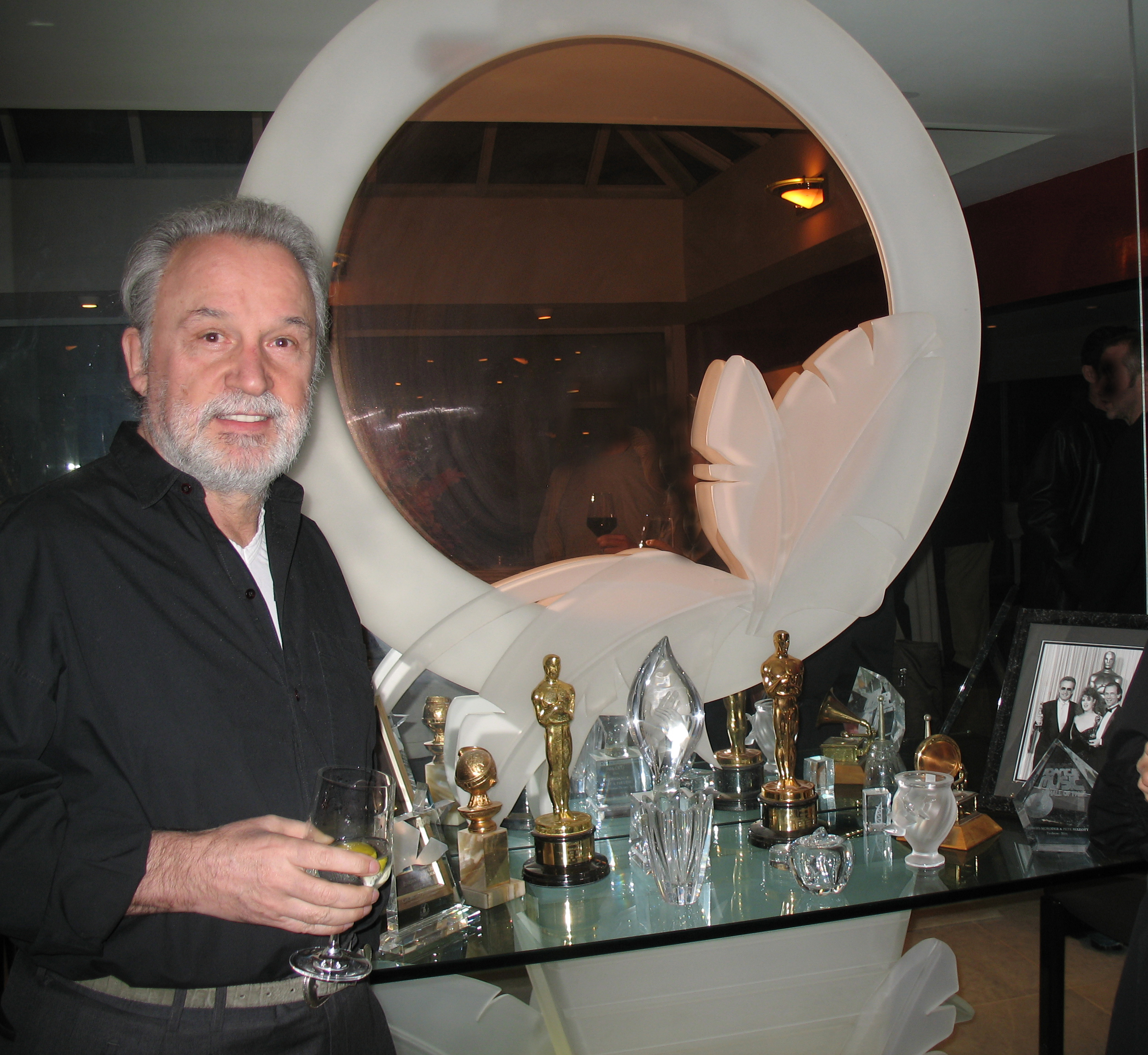
„Marry the Night” a fost comparat de unii critici cu lucrările lui Giorgio Moroder.

Stephen Thomas Erlweine de la AllMusic i-a oferit o recenzie pozitivă cântecului, spunând că „strălucește cu impulsul unui neon”. Sal Cinquemani de la Slant Magazine a numit „Marry the Night” o piesă ce iese în evidență pe albumul Born This Way, numindu-l „un succesor vrednic a lui «Dance in the Dark». Într-o recenzie pentru BBC Music, Mark Savage a descris melodia ca fiind „o intrare făcută cu pumnii și directă către colos”. Christian Blauvelt de la revista Entertainment Weekly a comparat „Marry the Night” cu lucrările producătorului italian Giorgio Monroder, iar Garyn Ganz de la revista Spin s-a declarat impresionat de „hitul four-on-the-floor”. Tim Jonze de la ziarul The Guardian a comparat refrenul cu piesa „It's My Life” a lui Dr Alban, fiind de părere că „Marry the Night” este ușor de uitat în comparație cu alte cântece dance mai bune de pe album. Publicația Rolling Stone a opinat că modul în care melodia pare că devine „din ce în ce mai mare” este impresionant, listând artiști pop și glam metal precum Pat Benatar, Bonnie Tyler sau Bon Jovi drept influențe. Potrivit lui Kitty Empire de la ziarul The Observer, piesa este „o puternică dorință de carpe diem ce atrage de la sine hi-NRG și club-pop pentru propriul modus operandi”.
Evan Sawdey de la website-ul PopMatters a oferit o recenzie negativă cântecului, spunând că acesta „își dorește să fie o imitație a trupei Justice de primă clasă, însă prin adăugarea unui vers intermediar de banalități și o secțiune de instrumental complet fără rost după minutul 3:30, Gaga sfârșește în ultima instanță prin a-și slăbi puterea sloganului ei de «să ne distrăm în seara asta»”. Kerri Mason de la revista Billboard a observat influențe din muzica rock gotică în piesă, însă a numit-o ulterior „un puternic și obraznic șlagăr disco-pop” cu o producție asemănătoare materialului de pe albumul de debut a lui Gaga, The Fame (2008). Neil McCormick de la ziarul The Daily Telegraph a descris melodia ca fiind „muzicianul rock Meat Loaf, mergând la discotecă”. Într-o recenzie pentru revista NME, Dan Martin a fost de părere că, deși impresionant, „Marry the Night” este conservator drept primul cântec de pe albumul Born This Way, observând mai apoi similarități cu lucrările lui Morder și influențe din single-ul lui Bruce Springsteen, „Born to Run” (1975).
Robert Copsey de la website-ul Digital Spy a numit piesa „un număr uriaș de electro cu sintetizatoare euforice și o linie melodică înălțătoare” care, potrivit acestuia, a adus comparații cu propriul cântec a lui Gaga, „Born This Way”. Copsey a mai declarat că „Acesta nu este un lucru rău, de vreme ce [«Marry the Night»] este mai puțin azvârlit în față, iar post-refrenul «M-m-m-marry the night» este la fel de atractiv”. Oferindu-i un punctaj de patru din cinci stele, Lewis Corner de la același website a spus: „GaGa strigă într-o introducere corespunzător de măreață, cu clopote dramatice și sintetizatoare techno asurzitoare – iar rezultatul nu este foarte diferit, dacă ni l-am imagina pe Paul Van Dyk cântând la o orgă, la o ceremonie de nuntă. Sfidătoare și epică, melodia îi alimentează pe grupul de fani atenți, la fel cum un prooroc își cheamă ucenicii – și le oferă single-ul pe care l-au tot așteptat, iar noi nu avem nici o îndoială că nu vor veni în turmă”.

### Comercială
După lansarea albumului Born This Way la 23 mai 2011, „Marry the Night” a debutat pe locul 57 în clasamentul Hot Digital Songs datorită celor 35.000 de exemplare digitale, reușind astfel să intre în topul Billboard Hot 100 pe locul 79. La 3 decembrie 2011, „Marry the Night” a reintrat în ierarhie pe locul 97, urcând către locul 59 în următoarea săptămână. În cea de-a patra săptămână, single-ul s-a clasat pe locul 32 în Hot 100, 20.000 de copii digitale fiind vândute (o creștere de 163% în comparație cu săptămâna precedentă), și având audiență radio de 23 de milioane de ascultători, potrivit Nielsen Broadcast Data Systems. Cântecul a ajuns ulterior pe locul 29, devenind primul single promovat la radio al solistei care să nu ajungă în top 10 și marcând finalul celor 11 șlagăre de top 10 consecutive.
„Marry the Night” a debutat pe locul 24 în clasamentul Pop Songs, reprezentând al treilea cel mai mare debut al anului 2011 în ierarhia respectivă, fiind în urma lui „Born This Way” (locul 14) și „Hold It Against Me” (locul 16). În următoarea săptămână, cântecul a urcat către locul 18, devenind cel de-al doisprezecelea single de top 20 consecutiv a lui Gaga; melodia a ajuns ulterior pe poziția sa maximă, locul 14. „Marry the Night” a debutat pe locurile 37 și 33 în topurile Adult Pop Songs și, respectiv, Hot Dance Club Songs, ocupând ulterior locurile 27 și unu. Ascensiunea către prima poziție în clasamentul Hot Dance Club Songs a durat doar cinci săptămâni, fiind la egalitate cu single-ul anterior a lui Gaga, „Telephone”, drept al doilea single cu cea mai rapidă urcare către locul unu. „Marry the Night” a devenit cel de-al doisprezecelea single al solistei care să ajungă în fruntea ierarhiei Hot Dance Club Songs. În martie 2012, melodia a fost premiată cu discul de aur de către Recording Industry Association of America (RIAA), iar până în aprilie 2015, peste 713.000 de exemplare au fost vândute de-a lungul Statelor Unite.
În Canada, piesa a apărut în topul Canadian Digital Songs pe locul 50, debutând, de asemenea, pe locul 91 în Canadian Hot 100; single-ul a ajuns ulterior pe locul 11, poziția sa maximă. În Coreea de Sud, „Marry the Night” s-a clasat pe locul 11 în ierarhia Gaon International Singles Chart. În alte țări, cântecul a ajuns pe locul 38 în topul Ultratop 50 pentru regiunea Valonia din Belgia, și pe locul 16 în clasamentul UK Singles Chart. În Irlanda, melodia a debutat pe locul 34 în Irish Singles Chart la 18 noiembrie 2011, ocupând mai apoi locul 24. În Australia, single-ul a debutat pe locul 88 în topul ARIA Singles Chart și a ajuns pe locul 80, în timp ce în Germania, „Marry the Night” s-a clasat pe locul 17 în German Singles Chart.

## Videoclipul

### Informații generale

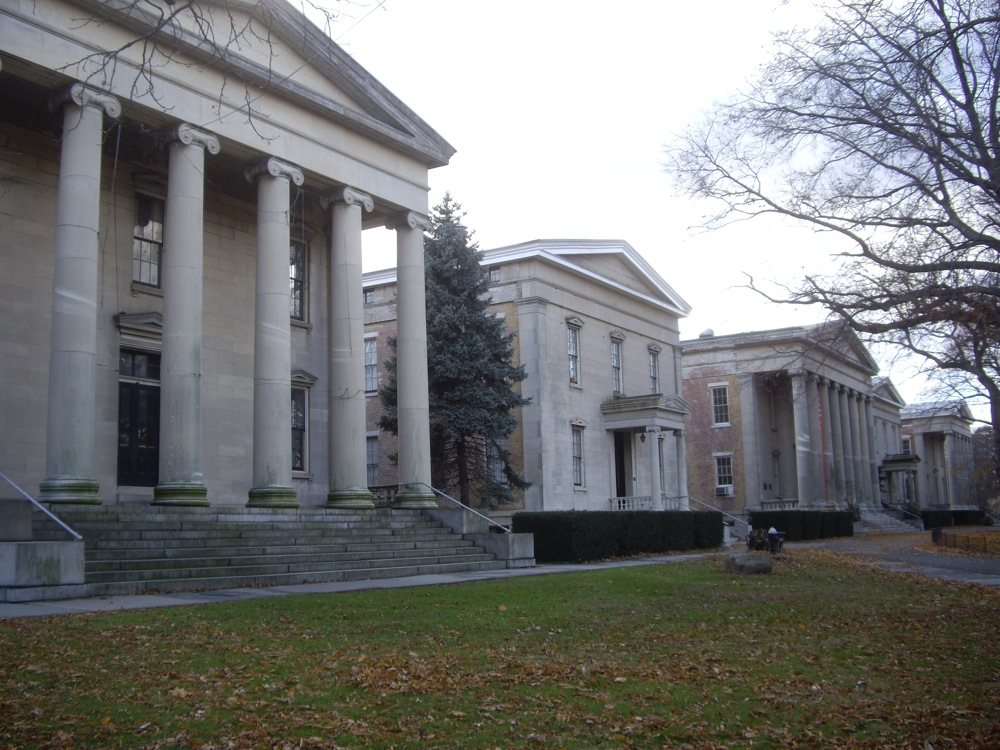
O parte din videoclip a fost filmată la Centrul Cultural Snug Harbor.

Gaga a filmat părți ale videoclipului „Marry the Night” în Staten Island și Harlem, New York, între 10 și 13 octombrie 2011. La 17 octombrie, Gaga a anunțat pe contul de Twitter faptul că filmările s-au încheiat, adăugând: „abia aștept să dezvălui toate secretele și să împart aceste momente ale trecutului cu voi”. Vorbind despre procesul de filmare, Lynn Kelly, un director executiv al Centrului Cultural Snug Harbor, locația în care filmările au avut loc, a spus:
„Ea și echipa ei au fost foarte modești și a fost ușor să lucrăm alături de ei. Deși ne-am fi așteptat la foarte multă dramatizare, adevărul este că Gaga este probabil cea mai realistă și «cu picioarele pe pământ» persoană. A fost adorabil. Era atât de prietenoasă și amabilă. ... Cred că, pentru noi, a fost foarte palpitant să avem pe cineva cu un talent ca al ei, iar faptul că și-a dorit să filmeze aici a fost o onoare absolută. Ceea ce face ea în industria muzicală este mai mult decât divertisment. Conectează toate artele la un nivel mult mai profund, iar asta este ceea ce încercăm să facem și noi aici”.”
La 11 octombrie 2011, numeroase publicații au anunțat că Gaga a fost văzută filmând un videoclip la Centrul Cultural Snug Harbor. Artista a purtat un costum personalizat din piele de miel și cu două fermoare, realizat de designer-ul Asher Levine din New York City. Acesta a fost de părere că ținuta se va potrivi cu tema „tristă” și „însângerată” a videoclipului și „rafinamentul din centrul New York-ului”. Alți dansatori și figuranți au fost, de asemenea, văzuți în diverse înfățișări: unii îmbrăcați în balerine, iar alții în costume cu imprimeu de leopard; mama cântăreței a fost, de asemenea, văzută pe scenă. Mai târziu, fotografii de pe platourile de filmare au apărut pe diverse site-uri, prezentând-o pe Gaga purtând un ruj albastru și un costum din piele, într-o rochie roșie cu mâneci lungi și umeri falși, o antenă parabolică uriașă, precum și o pălărie mare și neagră. Un fragment din clip a fost postat în mediul online la 14 octombrie 2011, înfățișând-o pe solistă dansând pe acoperișul unei mașini și cântând versul intermediar al piesei. Aceasta alunecă ulterior de pe mașină și începe să fugă prin cartier, pe măsură ce refrenul este difuzat. Cântăreața poartă haine negre, o perucă blondă și tocuri negre, iar picături de ploaie sunt vizibile în fundal. În timpul interviului cu NDTV la 31 octombrie, Gaga a dezvăluit faptul că videoclipul a fost regizat de ea. A lucrat, de asemenea, cu Darius Khondji și regizorul Gideon Ponte.

### Lansare
Gaga a dezvăluit pe contul ei de Twitter faptul că videoclipul va fi cel mai lung de până acum și va reprezenta „începutul poveștii pe care nu v-am spus-o niciodată”. La 11 noiembrie 2011, aceasta a postat o fotografie din clip pe Twitter, prezentând-o în timp ce este transportată pe hol pe o targă, acompaniată de două asistente. Postarea a fost însoțită de mesajul „Nu e vorba că am fost necinstită, ci pur și simplu mă dezgustă realitatea”. James Montgomery de la MTV News a comparat scena—cunoscută sub denumirea de „The Prelude Pathétique” (ro.: „Preludiul Patetic”)—cu drama Zbor deasupra unui cuib de cuci din 1975 și filmul horror Strălucirea. După interpretarea de la Children In Need Rocks Manchester la 17 noiembrie 2011, Gaga a dezvăluit secvența de deschidere de două minute a videoclipului.
La 20 noiembrie, artista a apărut la emisiunea Alan Carr: Chatty Men, într-un interviu în care a explicat semnificația din spatele videoclipului piesei „Marry the Night”: „Știu cum este resimțită respingerea în afaceri. Am semnat un contract, apoi am fost concediată, și apoi am semnat un contract din nou. Despre asta este vorba în «Marry the Night». Este despre una dintre cele mai îngrozitoare zile din viața mea, atunci când am fost dată afară de la prima companie de înregistrări. Este povestea a ceea ce s-a petrecut în ziua respectivă”. Un alt fragment din clip, filmat într-un studio de dans, a avut premiera la 25 noiembrie 2011. Gaga a declarat pentru revista Vanity Fair că videoclipul este „autobiografic” și ilustrează „cea mai rea zi din viața mea”. Întregul clip a avut premiera la 1 decembrie 2011 pe E! Online, ora 8.00 pm EST. Cu toate acestea, videoclipul a apărut în mediul online cu câteva ore înainte de lansarea sa oficială. Solista și-a exprimat pe Twitter nemulțumirea față de postarea ilegală, spunând că a fost „ca un tampon vechi”. Videoclipul cântecului are o durată de 13 minute.

### Rezumat
Povestea autobiografică începe cu Gaga, având păr brunet și fiind transportată într-o clinică pe o targă, în timp ce un monolog interior despre amintirile din trecut este audiat. Asistentele poartă uniforme Calvin Klein Collection și pantofi Giuseppe Zanotti. Una dintre ele o trezește pe Gaga și îi verifică ritmul cardiac și tensiunea arterială. Asistenta îi mărturisește cântăreței cât de frumoasă este și cât de mult seamănă cu mama ei, atunci când a născut-o. Gaga afirmă apoi că mama ei a fost o sfântă, înainte de a-și scoate o țigară din poșetă. Asistenta, luată prin surprindere, îi scoate rapid țigara din gură și o așează pe masă. Gaga începe să plângă și îi spune asistentei că va deveni un superstar, iar apoi o roagă să pună muzică. Camera mărește cadrul filmării pentru a prezenta alte paciente din spital, fiind fie tratate, fie rătăcite. O nouă scenă o înfățișează pe Gaga practicând balet și dansând pe muzică la pian, urmată de un cadru în care este adusă de către cea mai bună prietenă, Bo, de la spital în apartamentul din New York. Sonata a opta pentru pian a lui Ludwig van Beethoven este difuzată. Gaga este dezbrăcată de ținuta realizată de Stéphane Rolland și pusă în pat, însă odihna îi este ulterior întreruptă de un apel în care este anunțată că a fost concediată de la compania de înregistrări. Frustrată, aceasta începe să facă mizerie în apartament, își toarnă cereale pentru micul dejun pe ea însăși și sare în cadă cu tocurile în picioare. Muzica de pian este întreruptă, iar Gaga este prezentată vopsindu-și părul, scăldându-se în cadă și fredonând „Marry the Night”. Monologul continuă, artista spunând: „Încă mai aveam giuvaierurile și multe alte ecusoane, unele strălucitoare de la M&J Trimmings, așa că le-am făcut prăpăd pe o geacă veche de blug. Și am făcut ce ar face orice fată—am luat totul de la capăt”. Potrivit lui Jocelyn Vena de la MTV News, solista se aseamănă cu Madonna în filmul Căutând-o pe Susan. Dansatorii cântăreței o privesc de la mezanin, în timp ce bătăile unui clopot sunt auzite.
Videoclipul trece apoi la o scenă în noapte, pe acoperișul unei clădiri. Trupul artistei se află înăuntrul unei mașini, în timp ce picioarele ies în afara ferestrei de pe acoperișul mașinii. Gaga poartă o ținută din piele neagră și are părul blond. Aceasta intră cu tot corpul în mașină, sărută o casetă pe care scrie „Marry the Night” și o introduce în casetofonul mașinii. Cântecul începe, iar solista începe să fumeze, stând pe scaunul șoferului. Pe măsură ce refrenul începe, vehiculele din fundal explodează iar Gaga iese din mașină și începe să danseze. Clipul înfățișează mai apoi un nou studio de dans. Cel de-al doilea vers începe, iar Gaga și dansatorii încep a se încălzi pentru a executa o coregrafie complicată în refren. În timpul versului intermediar, ea și echipa fac o pauză și se încălzesc pentru a realiza o altă coregrafie. Cadrul cu parcarea de pe acoperiș și scena în care Gaga stă în cadă se intersectează. Cântăreața și dansatorii repetă coregrafia în timpul celui de-al doilea refren, iar atunci când unul dintre dansatori cade, aceasta îl ajută să se ridice. În secvența de instrumental, Gaga și echipa ei dansează pe stradă, în timp ce cadre intersectate prezintă haosul creat de acesta, notabil căderea de pe scări, încercarea de a intra într-o mașină având o pălărie exagerat de supradimensionată, sau turnarea de apă cu ajutorul unui ghiveci de flori. Gaga intră în mașină și dezvăluie textul „Interscope Records; Hollywood, CA; ora 16:00” scris pe mână. Ultima scenă o înfățișează pe artistă purtând o rochie și fiind înconjurată de flăcări, iar videoclipul se încheie cu dispariția bruscă a acesteia.

### Receptare critică și analiză
„Este un rezumat concis al esteticii lui Gaga, însă videoclipul însăși este epic și întins, piesa fiind precedată de câteva minute de psihodramă impertinentă și artistică, filmată într-o clinică pentru sănătate mintală. Avem balet, nuditate, modă a viitorului, dialoguri în limba franceză, mașini în flăcări, câteva lacrimi, și foarte foarte mult dans. Chiar și comparat cu celelalte videoclipuri epice ale lui Gaga, acesta pare deosebit de nebunesc și ambițios”. 
Jason Lipshutz de la revista Billboard a comentat cu privire la clipul „ce prezintă superstarul pop în cel mai glorios și provocator film, cu secvențe lungi de dans, explozii, nuditate, și un violent atac asupra unei cutii de cereale cu miere”. Gin Separe de la E! Online a comparat clipul cu cartea Tinerețe furată, observând că ambele „conține părți egal de autobiografice și de pur spectacol, având câte ceva pentru absolut toată lumea”. Sepre a lăudat, de asemenea, faptul că „lipsa de creativitate a videoclipului nu rănește deloc” datorită scenelor prezentate „într-un mod mult mai direct, [și] mai puțin metaforic”. Jocelyn Vena de la MTV a opinat că „referințele către orice, de la filmele Celebritate și Lebăda neagră până la Clopotul de sticlă, ne oferă o cercetare rapidă în psihicul lui Gaga”. Într-o recenzie pentru revista Entertainment Weekly, Tanner Stransky a descris videoclipul ca fiind „o călătorie desăvârșită în Orașul Nebunilor, populație: 1, Lady Gaga... Lăsând-o să deșire un mini-film cu jumătate din mărimea unui episod dintr-un serial de comedie”. Eleanor Gower de la ziarul Daily Mail a fost de părere că videoclipul „nu a fost mai spectaculos decât ofrandele ei anterioare”, în timp ce Gilly Ferguson de la ziarul Daily Mirror a observat că acesta „și-a păstrat factorul șocant – [cântăreața] este dezbrăcată încă de la început”. Tim Nixon de la ziarul The Sun a opinat că Gaga „șochează în cel mai expresiv clip [al ei] de până acum”, iar Sarah Anne Hughes de la ziarul The Washington Post a comentat că videoclipul „este puțin indecent datorită unui cuvânt și puțină piele cenzurată”. Oscar Moralde de la Slant Magazine a scris că „Marry the Night” este „unul dintre clipurile ei epice, nu din cauza duratei de aproape 14 minute, ci datorită modului complex de exprimare”.
Michael Cragg de la ziarul The Guardian a oferit o recenzie pozitivă clipului, spunând: „Superstarurile fac cea mai bună treabă atunci când sunt simultan și conștienți și inconștienți cu privire la propriile tâmpenii, iar asta e ceea ce Lady Gaga oferă cu «Marry the Night»”. În timpul unei recenzii pentru ziarul Daily News, Kathryn Kattalia a comparat-o pe Gaga cu Madonna în numeroase cadre ale videoclipului, lăudând, de asemenea, scenele de dans pe care le-a numit „cele mai bune”. Cu toate acestea, Kattalia a criticat scenele de nuditate, opinând că „Restul videoclipului este destul de blând pentru standardele ei”. Marc Hogan de la Spin a scris că „este destul de greu să spui când Gaga ne face cu ochiul și când pur și simplu cade într-o tranșee nestăpânită a orgoliului”. Camille Mann de la CBS News a descris clipul ca fiind „un film de scurt metraj avangardist”, observând modul în care solista „își împinge [propriile] limite”. Leah Collins de la revista Dose a comparat ținutele lui Gaga cu cele creat de Christian Louboutin, comparând ulterior cadrele videoclipului cu coperta albumului Born This Way, numindu-le „o recreere elegantă a cărții Tinerețe întreruptă”. Un redactor de la CNN a fost de părere că „Lady Gaga este cunoscută pentru crearea de mini-filme sugestiv vizuale pentru single-urile ei, iar «Marry the Night» nu este foarte diferit”. Descriind videoclipul ca fiind „brut” și „misterios”, Liz Raftery de la revista People a considerat că „sigur îi va face pe fani să vorbească, sau chiar să-și bată capul asupra lui”. Un editor de la ABC News a lăudat „perspectiva interesată din clip” a lui Gaga, în timp ce Priya Elen de la revista NME a spus că aceasta a sunat „ca o Carrie Bradshaw lobotomizată” în timpul introducerii. El a comentat, de asemenea, că „Marry the Night” este „o îmbunătățire vizibilă de la «Judas», însă chiar nu s-au putut tăia câteva scene pentru a face [videoclipul] mai scurt?”.

## Interpretări live

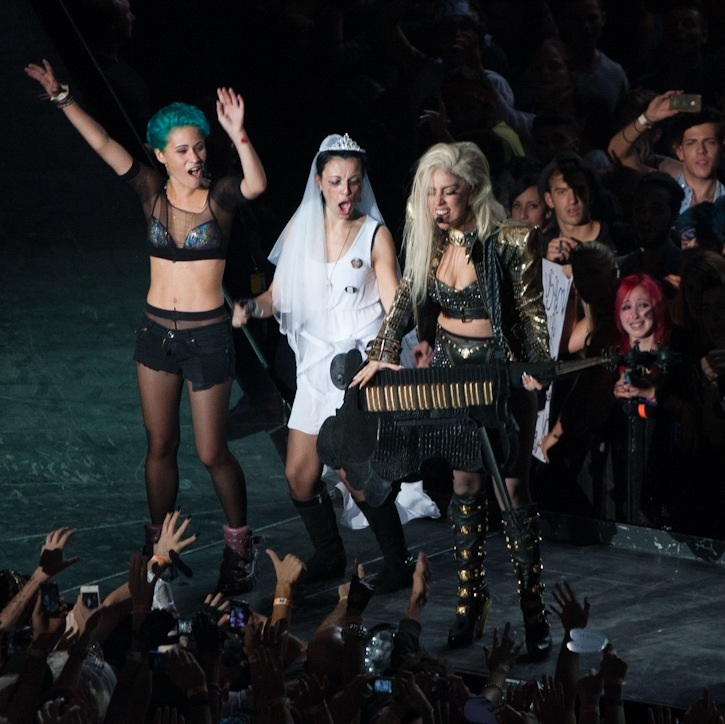
Lady Gaga interpretând „Marry the Night” în timpul turneului Born This Way Ball. De cele mai multe ori, artista a invitat pe scenă membrii din public pentru a dansa și cânta alături de ea.

La 31 octombrie 2011, Gaga a interpretat o versiune Bollywood a piesei „Marry the Night”, în India, în timpul petrecerii de după Formula 1, în orașul Greater Noida. Înainte de interpretare, solista a anunțat: „Simt că am așteptat de foarte multă vreme să ajung aici. Și mă simt foarte recunoscătoare. ... Pentru prima oară, voi cânta «Marry the Night»”. Aceasta s-a așezat la pian și a început să cânte o versiune lentă a melodiei, fiind acompaniată de un sitar. La ediția din 2011 a premiilor MTV Europe Music Awards, Gaga a oferit prima interpretare televizată a piesei „Marry the Night”. Artista a apărut pe scenă îmbrăcată drept un satelit, stând pe lună. Purtând un bikini roșu și un disc roșu mare în jurul ei, Gaga a stat cocoțată pe o copie a unei luni semi-circulare, acoperită de lanțuri din argint. Flăcări au izbucnit în jurul scenei, pe măsură ce solista și-a dat jos un alt disc circular care îi acoperea fața. Solista a cântat piesa din poziția înaltă, iar spre finalul interpretării, aceasta și-a dat jos discul de metal și a realizat o coregrafie, alături de ceilalți dansatori. La 10 noiembrie 2011, Gaga a apărut la gala premiilor Bambi Awards în Wiesbaden, Germania. Artista a cântat „Marry the Night” pe scenă, într-o mașină decapotabilă cu o claviatură încorporată în partea laterală a ușii. În aceeași seară, a primit premiul pentru cel mai bun artist pop internațional.
La 13 noiembrie 2011, Gaga a apărut la cel de-al optulea sezon al emisiunii The X Factor, cântând single-ul. În timpul interpretării, aceasta a ieșit dintr-o strană, costumată drept un cadavru decapitat, purtându-și propriul cap. Solista a intrat din nou în cabină pentru a se schimba într-o ținută asemănătoare unui costum mulat, interpretând restul piesei și realizând coregrafia alături de dansatori. La concertul caritabil Children in Need Rocks Manchester de la 17 noiembrie 2011, „Marry the Night” a fost ultima melodie cântată, împreună cu „Born This Way” și „The Edge of Glory”. La emisiunea britanică de comedie, Alan Carr: Chatty Man, Gaga a interpretat o versiune de pian în timp ce a purtat o rochie roz și o fundă uriașă pe cap, fapt ce l-a determinat pe Becky Bain de la website-ul Idolator să comenteze: „A trecut ceva timp de când am văzut-o pe Lady Gaga cu o fundă deasupra tărtăcuței, și chiar dacă nu a fost obișnuita ei fundă din păr, tot a lăsat o impresie mare (adică URIAȘĂ)”.
În timpul emisiunii speciale A Very Gaga Thanksgiving difuzată pe canalul ABC, artista a interpretat o versiune acustică a piesei „Marry the Night” de pe un balcon. Înfățișarea lui Gaga a constat într-o rochie neagră fără umeri și mănuși asortate, imagine pe care James Dinh de la MTV News a comparat-o cu aspectul actriței Audrey Hepburn. În timpul emisiunii The Grammy Nominations Concert Live! – Countdown to Music's Biggest Night—în care nominalizările pentru cea de-a 54-a ediție a premiilor Grammy au fost dezvăluite— de pe canalul NBC, Gaga a deschis spectacolul cu „Marry the Night”, purtând un costum asemănător unui zombie. Todd Martens a comparat coregrafia din interpretarea cu cea a lui Michael Jackson din videoclipul melodiei „Thriller”, complimentând, de asemenea, vocea artistei. La ediția din 2011 a Jingle Ball în Los Angeles, Gaga a interpretat single-ul într-o imitație a videoclipului, stând pe un pat de spital. Solista a fost totodată cap de afiș al festivalului Z100's Jingle Ball la Madison Square Garden, iar lista de melodii a inclus single-urile de pe albumul Born This Way. „Marry the Night” a fost ultima piesă cântată, Gaga fiind îmbrăcată în haine de spital și aducând un omagiu videoclipului. La 9 decembrie 2011, artista a realizat o interpretare cu temă de balet a piesei în timpul emisiunii The Ellen DeGeneres Show. Gaga a apărut la emisiunea Music Station Super Live din Japonia, interpretând „Marry the Night”. Aceasta a cântat, de asemenea, un potpuriu compus din melodiile „Heavy Metal Lover”, „Marry the Night” și „Born This Way” la emisiunea Dick Clark's New Year's Rockin' Eve with Ryan Seacrest la 31 decembrie 2011. În turneul Born This Way Ball, „Marry the Night” a fost cel de-al doilea bis.

## Versiuni cover
În anul 2013, cântărețul de muzică pop Adam Lambert a interpretat o versiune cover a melodiei „Marry the Night” în episodul „A Katy or a Gaga” din al cincilea sezon al serialului Glee, deghizat în personajul Elliot „Starchild” Gilbert. Versiunea lui Lambert s-a clasat ulterior pe locul 39 în ierarhia celor mai bine vândute piese pop în mediul digital din Statele Unite.

## Ordinea pieselor pe disc și formate
| - Marry the Night – Versiuni remix 1. „Marry the Night” (Zedd Remix) – 6:14 2. „Marry the Night” (Sander van Doorn Remix) – 5:38 3. „Marry the Night” (Afrojack Remix) – 9:18 4. „Marry the Night” (John Dahlback Remix) – 5:19 5. „Marry the Night” (Sidney Samson Remix) – 4:44 6. „Marry the Night” (R3hab Remix) – 4:54 7. „Marry the Night” (Lazy Rich Remix) – 5:43 8. „Marry the Night” (Dimitri Vegas & Like Mike Remix) – 5:58 9. „Marry the Night” (Quintino Remix) – 5:52 10. „Marry the Night” (Danny Verde Remix) – 7:45 | - CD single 1. „Marry the Night” (Versiunea de pe album) – 4:24 2. „Marry the Night” (David Jost & Twin Radio Remix) – 3:31 - Vinil 7" distribuit în Regatul Unit 1. „Marry the Night” (The Weeknd & Illangelo Remix) – 4:04 2. „Marry the Night” (Totally Enormous Extinct Dinosaurs «Marry Me» Remix) – 5:49 |

## Acreditări și personal
Înregistrare și managamenet
- Înregistrat la Studio Bus în Europa (în timpul turneului The Monster Ball Tour)
- Mixat la The Mix Room (Burbank, California)
- Masterizat la Oasis Mastering (Burbank, California)
- Publicat de Stefani Germanotta P/K/A Lady Gaga (BMI) Sony ATV songs LLC / House of Gaga Publishing Inc. / GloJoe Music Inc. (BMI) Sony ATV / Warner-Tamerlane Publishing Corp. (BMI) și Garibay Music Publishing (BMI)
- Toate drepturile aparțin Garibay Music Publishing administrat de Warner-Tamerlane Publishing Corp.

Personal
- Lady Gaga – voce principală, textier, producător, acompaniament vocal
- Fernando Garibay – textier, producător, programare, claviatură
- DJ White Shadow – programare tobe
- Dave Russell – înregistrare, mixare
- Gene Grimaldi – masterizare audio
- Eric Morris – asistent
- Paul Pavao – asistent

Acreditări adaptate de pe broșura albumului Born This Way.

## Prezența în clasamente
| Țară (clasament 2011–2012)                          | Poziția maximă | Referință |
| --------------------------------------------------- | -------------- | --------- |
| Australia (ARIA)                                    | 80             | [ 60 ]    |
| Australia (ARIA Dance)                              | 18             | [ 60 ]    |
| Austria (Ö3 Austria)                                | 13             | [ 125 ]   |
| Belgia (Ultratip Flandra)                           | 1              | [ 126 ]   |
| Belgia (Ultratop 50 Valonia)                        | 38             | [ 55 ]    |
| Brazilia (Billboard Brasil Hot 100)                 | 24             | [ 127 ]   |
| Canada (Canadian Hot 100)                           | 11             | [ 43 ]    |
| Canada (CHR/Top 40)                                 | 8              | [ 128 ]   |
| Canada (Hot AC)                                     | 9              | [ 129 ]   |
| Coreea de Sud (Gaon)                                | 11             | [ 54 ]    |
| Elveția (Swiss Hitparade)                           | 34             | [ 130 ]   |
| Finlanda (Latauslista)                              | 28             | [ 131 ]   |
| Franța (SNEP)                                       | 50             | [ 132 ]   |
| Germania (Official German Charts)                   | 17             | [ 61 ]    |
| Irlanda (IRMA)                                      | 24             | [ 58 ]    |
| Italia (FIMI)                                       | 42             | [ 133 ]   |
| Japonia (Japan Hot 100)                             | 51             | [ 43 ]    |
| Liban (Lebanese Top 20)                             | 16             | [ 134 ]   |
| Regatul Unit (OCC)                                  | 16             | [ 56 ]    |
| Rusia (Tophit)                                      | 183            | [ 135 ]   |
| Scoția (OCC)                                        | 8              | [ 136 ]   |
| Slovacia (Rádio Top 100)                            | 7              | [ 137 ]   |
| Statele Unite ale Americii (Billboard Hot 100)      | 29             | [ 43 ]    |
| Statele Unite ale Americii (Adult Top 40)           | 27             | [ 43 ]    |
| Statele Unite ale Americii (Dance Club Songs)       | 1              | [ 138 ]   |
| Statele Unite ale Americii (Dance/Mix Show Airplay) | 12             | [ 139 ]   |
| Statele Unite ale Americii (Mainstream Top 40)      | 14             | [ 43 ]    |
| Ungaria (Rádiós Top 40)                             | 9              | [ 140 ]   |

| Țară (clasament 2011–2012)                    | Poziția maximă | Referință |
| --------------------------------------------- | -------------- | --------- |
| Brazilia (Billboard Brasil Hot Pop Songs)     | 7              | [ 141 ]   |
| Canada (Canadian Hot 100)                     | 84             | [ 142 ]   |
| Regatul Unit (OCC)                            | 161            | [ 143 ]   |
| Statele Unite ale Americii (Dance Club Songs) | 47             | [ 144 ]   |
| Ungaria (Rádiós Top 40)                       | 95             | [ 145 ]   |

## Certificări
| \| Țara \| Vânzări/ puncte \| Certificare \| Referințe \| \| --------------------------------- \| --------------- \| ----------- \| --------- \| \| Regatul Unit (BPI) \| +200.300 \| \| [146] \| \| Statele Unite ale Americii (RIAA) \| +713.000 \| \| [51][52] \| | Note - reprezintă „disc de argint”; - reprezintă „disc de aur”. |             |               |
| Țara | Vânzări/ puncte                                                 | Certificare | Referințe     |
| Regatul Unit (BPI) | +200.300                                                        |             | [ 146 ]       |
| Statele Unite ale Americii (RIAA) | +713.000                                                        |             | [ 51 ] [ 52 ] |

## Datele lansărilor
| Regiune                    | Dată              | Format                                                   | Casă de discuri    |
| -------------------------- | ----------------- | -------------------------------------------------------- | ------------------ |
| Australia                  | 17 octombrie 2011 | Difuzare radio CHR/Top 40                                | Interscope Records |
| Statele Unite ale Americii | 15 noiembrie 2011 | Difuzare radio Rhythmic Top 40 Difuzare radio CHR/Top 40 | Interscope Records |
| Regatul Unit               | 30 noiembrie 2011 | Vinil 7"                                                 | Interscope Records |
| Germania                   | 2 decembrie 2011  | CD single                                                | Interscope Records |
| Germania                   | 20 decembrie 2011 | Descărcare digitală – Versiuni remix                     | Interscope Records |
| Regatul Unit               | 20 decembrie 2011 | Descărcare digitală – Versiuni remix                     | Interscope Records |
| Statele Unite ale Americii | 20 decembrie 2011 | Descărcare digitală – Versiuni remix                     | Interscope Records |
| Luxemburg                  | 20 decembrie 2011 | Descărcare digitală – Versiuni remix                     | Interscope Records |
| Norvegia                   | 20 decembrie 2011 | Descărcare digitală – Versiuni remix                     | Interscope Records |
| Finlanda                   | 20 decembrie 2011 | Descărcare digitală – Versiuni remix                     | Interscope Records |
| Belgia                     | 20 decembrie 2011 | Descărcare digitală – Versiuni remix                     | Interscope Records |
| Spania                     | 20 decembrie 2011 | Descărcare digitală – Versiuni remix                     | Interscope Records |
| Elveția                    | 20 decembrie 2011 | Descărcare digitală – Versiuni remix                     | Interscope Records |
| Italia                     | 20 decembrie 2011 | Descărcare digitală – Versiuni remix                     | Interscope Records |
| Austria                    | 20 decembrie 2011 | Descărcare digitală – Versiuni remix                     | Interscope Records |
| Olanda                     | 20 decembrie 2011 | Descărcare digitală – Versiuni remix                     | Interscope Records |
| Singapore                  | 20 decembrie 2011 | Descărcare digitală – Versiuni remix                     | Interscope Records |
| Portugalia                 | 20 decembrie 2011 | Descărcare digitală – Versiuni remix                     | Interscope Records |